# Jacob Winther
Jacob Winther (født 1969) er en dansk kommunikationschef. Som pressechef i Forsvarsministeriet blev han kendt efter involvering i den såkaldte Lækagesag og Jægerbogssagen. 
Winther har en journalistisk uddannelse og en uddannelse som merkonom i markedsføring.
Derudover har han en masterclass i lobby og public affairs.
Winther har været ansat i Red Barnet, Dansk Flygtningehjælp og Jyske Bank før han blev Københavns Kommunes informationschef og presserådgiver for Søren Pind.
I 2004 blev han pressechef i Forsvarsministeriet og fungerede som særlig rådgiver for forsvarsminister Søren Gade. 
I april 2007 bragte TV 2 historien om at det danske jægerkorps skulle til Irak.
Dette var en fortrolig oplysning som forsvarschefen havde bedt mediet om ikke at bringe.
Winther blev bragt ind i sagen da dokumentarfilminstruktøren Christoffer Guldbrandsen i januar 2010 hævdede at det var Winther der havde lækket de fortrolige oplysninger til TV 2-journalisten Rasmus Tantholdt. 
Sagen, der fik navnet Lækagesagen, førte til en sigtelse mod Winther.
I juni 2011 opgav Rigsadvokaten dog at rejse sag mod Winther.
Nogle måneder senere i december 2011 kunne Ekstra Bladet offentliggøre en lydfil, hvor Rasmus Tantholdt udpegede Winther som kilden til TV 2's oplysninger.
Winther afviste da at det var ham der stod for lækagen.
Parallelt med Lækagesagen kom sagen om den såkaldte Jægerbog til at køre. 
Sagen kostede både forsvarsminister Søren Gade og forsvarschef Tim Sloth Jørgensen jobbet udover at to officerer blev anklaget for at have løjet om en falsk arabisk oversættelse af bogen.
Under retssagen i august 2010 påstod den ene af de anklagede officerer, tidligere  kommunikationschef i Forsvaret, Lars Sønderskov, at han "fortalte andre i Forsvarskommandoen, at [han] havde sendt oversættelsen til Jacob Winther. De fleste troede, at det var ham [Winther], der sendte den videre til pressen."
Winther afviste at have sendt den falske oversættelse til BT.
Han vedkendte sig dog at have sendt den falske arabiske oversættelse til DR.
Da Søren Gade gik som minister i februar 2010 efter sagerne om Jægerbogen og Lækagesagen,
gik Winther også som særlig rådgiver. 
Efter lækagesagen skiftede Winther til en stilling som kommunikationschef i Danske Regioner indtil 2013, hvor han blev kommunikationsdirektør i Forsikring & Pension.
Winther indtrådte i marts 2013 i Dansk Kommunikationsforenings bestyrelse.